# Людовик I (герцог Бара)
Людовик I (фр. Louis I de Bar; нем. Ludwig I von Bar; 1370/1375 — 26 июня 1430) — епископ Вердена и Шалона, кардинал с 21 декабря 1397, герцог Бара и маркграф Пон-а-Муссона с 1415, пятый сын Роберта I, герцога Бара, и Марии де Валуа, дочери короля Франции Жана II Доброго.

## Биография
Так как Людовик был младшим сыном герцога Роберта, он был выбран отцом для духовной карьеры, и занимал несколько епископских постов за свою жизнь. Людовик поддерживал сторону авиньонского антипапы Бенедикта XIII против римского папы Григория XII.
В 1409 году он отправился как один из кардиналов со стороны Бенедикта на собор в Пизе вместе с Ги де Руа, архиепископом Реймса, и Пьером д’Айли, епископом Камбре. Близ Генуи произошла ссора между предводителями города и архиепископом Реймса, которая перешла в бунт. Ги де Руа был убит толпой, а Людовик также едва не погиб. На Пизанском соборе, не признанном ни одним из пап, Григорий XII и Бенедикт XIII были низложены, а в качестве папы был выбран Александр V. Это ознаменовало конец Великого западного раскола.
В 1415 году в битве при Азенкуре погибли братья Людовика герцог Эдуард и его младший брат Жан, сеньор де Пюизе и его племянник граф Роберт де Марль. Смерть Эдуарда открыла вопрос правопреемства в герцогстве Бар. Единственным сыном Роберта I остался Людовик, но ему пришлось защищать своё наследство против Адольфа IX, герцога Юлиха и Берга, женатого на сестре Людовика Иоланде. Адольф IX опровергал права Людовика на Бар, так как тот был кардиналом и не участвовал в престолонаследии. В конце концов, Людовику удалось победить Адольфа и вступить в наследство. Возраст Людовика не позволял ему отказаться от церковных должностей, и он сохранил звание кардинала и епископство Шалон, так как город Шалон-ан-Шампань находился ближе к его владениям.

Герб кардинала де Бар

С самого начала своего правления в Баре, Людовик, начал искать союза и мира с герцогом Лотарингии Рене Добрым. На протяжении нескольких веков графы Бара и герцоги Лотарингии конфликтовали между собой. В результате переговоров, 13 августа 1419 года был заключен договор, а в 1420 году состоялся брак между его внучатым племянником Рене Добрым и Изабеллой, дочери и наследницы герцога Лотарингии Карла II. Им Людовик завещал герцогство Бар.
Добившись мира за пределами своих владений, кардинал де Бар начал восстановление внутреннего спокойствия. Он создал в Бар-ле-Дюке орден Верности, который впоследствии был заменен на орден Святого Губерта. Этот институт был создан 31 мая 1416 года для поддержания казны и порядка в герцогстве.
Людовик де Бар умер в 1430 году и был похоронен в соборе под Верденом.